# Last Night in the Bittersweet
Last Night in the Bittersweet è il quarto album in studio del cantautore scozzese Paolo Nutini, uscito il 1º luglio 2022 dalla Atlantic Records. Due brani dell'album, Through the Echoes e Lose It, sono stati pubblicati insieme l'11 maggio 2022.

## Tracce
Testi e musiche di Paolo Nutini, tranne dove indicato.
1. Afterneath – 4:05 (Nutini, Gavin Fitzjohn, John Blease, Quentin Tarantino)
2. Radio – 4:22 (Nutini, Matty Benbrook)
3. Through the Echoes – 3:41
4. Acid Eyes – 4:33 (Nutini, Dani Castelar)
5. Stranded Words (interlude) – 2:31 (Nutini, Tom Herbert)
6. Lose It – 5:30 (Nutini, Fitzjohn)
7. Petrified in Love – 3:53 (Nutini, Fitzjohn)
8. Everywhere – 5:51
9. Abigail – 3:50
10. Children of the Stars – 3:20
11. Heart Filled Up – 5:17
12. Shine a Light – 5:56 (Nutini, Thomas Seamus Simon)
13. Desperation – 3:35
14. Julianne – 4:51
15. Take Me Take Mine – 6:51
16. Writer – 4:01

## Classifiche
| Classifica (2022)           | Posizione massima |
| --------------------------- | ----------------- |
| Australia (Digital Albums)  | 9                 |
| Australia (Physical Albums) | 34                |
| Austria                     | 13                |
| Belgio (Fiandre)            | 5                 |
| Belgio (Vallonia)           | 33                |
| Germania                    | 13                |
| Irlanda                     | 1                 |
| Italia                      | 17                |
| Paesi Bassi                 | 1                 |
| Regno Unito                 | 1                 |
| Scozia                      | 1                 |
| Svizzera                    | 3                 |
| Ungheria                    | 8                 |